# استئوسارکوم
استئوسارکوم یا (به انگلیسی: Osteosarcoma)به نوعی از رشد نئوپلاسم بدخیم بافت استخوانی اشاره می‌کند. منشأ این نوع سرطان سلولهای مزانشیمال استخوان هستند لذا سارکوم نامیده می‌شود.

## بیماریزایی

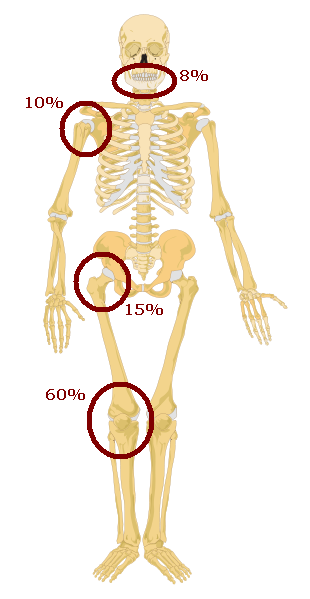
Predilections of osteosarcoma

استئوسارکوم در دهه‌های دوم و سوم زندگی رخ می‌دهد و در مردان شایعتر است. شایعترین ناحیه درگیر اطراف زانو (ابتدای درشت نی و انتهای استخوان ران) است، سپس اطراف مفصل ران و شانه (استخوان بازو). این سارکوم بدخیم‌تر از کندروسارکوم است. یافته‌های رادیوگرافی عبارتند از تخریب استخوان و کلسیفیکاسیون مجدد با زاویهٔ ۹۰ درجه نسبت به کورتکس استخوان، که در رادیوگرافی به‌صورت نمای شاخص 'طلوع خورشید' (sun-burst) دیده می‌شود. متاستاز از راه خون به ریه شایع است.

## درمان
درمان عبارت است از برداشتن موضعی و رادیکال ضایعه و در صورت نیاز شیمی درمانی با داروهایی مانند سیس پلاتین، دوکسورابیسین، مسنا، سیکلوفسفامید و داکتینومایسین.